# Боскотени (Ботошани)
Боскотени (рум. Boscoteni) насеље је у Румунији у округу Ботошани у општини Фрумушика. Oпштина се налази на надморској висини од 264 m.

## Становништво
Према подацима из 2002. године у насељу је живело 701 становника, од којих су сви румунске националности.